# Banda de Hook
La Banda de Hook (en anglès the Hook Gang) fou una banda criminal i, més tard, de pirates fluvials, activa a la ciutat de Nova York els anys 1860 i 1870. La banda es mogué principalment als districtes de Fourth Ward i de Corlear's Hook poc després de la Guerra Civil Americana, fins a la seva dissolució pel departament de policia de la ciutat de Nova York el 1876.

## Història
La Banda de Hook es va formar a mitjans de la dècada de 1860, després de la guerra civil nord-americana. Instal·lada en el passeig marítim de Corlear's Hook a l'East River de Nova York, la banda comptava entre 50 i 100 membres. La banda es va fer coneguda per atacar i segrestar embarcacions de mercaderies. Un primer robatori es va produir quan James Coffee i Tommy Shay van obligar, a punta de pistola, a un club de rem de vuit homes a que remés la barca fins a la costa de Brooklyn. A menys de 50 metres de la costa, els va ordenar que saltessin i nedessin fins a la platja mentre Coffee i Shay escapaven amb la nau.
Un membre de la banda, Slipsey Ward, va ser arrestat i tancat a la presó d'Auburn després d'intentar segrestar una goleta que travessava Pike Street i matar tres dels sis homes de la tripulació abans de ser detingut pels membres de la tripulació restants.
La desfeta de la banda es va produir quan un dels seus membres va intentar segrestar una barca de rem que contenia inspectors de policia fora de servei que anaven de pesca. Després d'aquest fet va sorgir la idea de formar una patrulla de la policia que es mogués en una llanxa a vapor, coneguda en anglès com "Steamboat Squad". La resta de membres de la banda van ser arrestats per la policia el 1876.